# Paul Napolitano
Paul Wally Napolitano (Clayton, California, 3 de febrero de 1923-Martínez, California, 22 de junio de 1997) fue un jugador de baloncesto estadounidense que disputó una temporada en la NBA, además de jugar en la AAU y la NBL. Con 1,88 metros de estatura, jugaba en la posición de escolta.

## Trayectoria deportiva

### Universidad
Jugó durante su etapa universitaria con los Dons de la Universidad de San Francisco, siendo el segundo jugador de dicha institución, tras Fred Scolari, en jugar en la BAA o la NBA.

### Profesional
Fue elegido en la sexagésimo tercera posición del Draft de la BAA de 1947 por St. Louis Bombers, pero acabó jugando en los Oakland Bittners de la AAU. Poco después fichó por los Minneapolis Lakers, entonces en la NBL, con los que se proclamó campeón de liga, promediando 3,0 puntos por partido.
En 1948 fichó por los Indianapolis Jets de la BAA, con los que únicamente disputó un partido.

## Estadísticas de su carrera en la BAA

### Temporada regular
| Temporada | Edad | Equipo            | Liga | Pos. | P | TIT | MIN | TC  | TCA | %TC | 3P | 3PA | %3P | TL  | TLA | %TL | R.OF. | R.DEF. | REB | ASIS | ROB | TAP | PER | FP  | PTS |
| 1948-49   | 25   | Indianapolis Jets | BAA  |      | 1 |     |     | 0.0 | 0.0 |     |    |     |     | 0.0 | 0.0 |     |       |        |     | 0.0  |     |     |     | 0.0 | 0.0 |
| Total     |      |                   | BAA  |      | 1 |     |     | 0.0 | 0.0 |     |    |     |     | 0.0 | 0.0 |     |       |        |     | 0.0  |     |     |     | 0.0 | 0.0 |